# إشفاق أحمد (كاتب)
إشفاق أحمد (بالإنجليزية: Ashfaq Ahmed)‏‏ (22 أغسطس 1925 - 7 سبتمبر 2004 في لاهور) فيلسوف، وناقد أدبي باكستاني. له العديد من المؤلفات باللغة الأردية، حيث كتب الروايات، والقصص القصيرة والمسرحيات للراديو والتلفيزيون، وحصل على وسام هلال الامتياز ووسام الفخر بالأداء من الدولة الباكستانية تقديرًا لجهوده في الأدب.

## روابط خارجية
- إشفاق أحمد على موقع IMDb (الإنجليزية)